# Konrad Kolšek
Konrad Kolšek (Šibenik, 23 de octubre de 1933 – Celje, 29 de abril de 2009) fue un militar esloveno, Coronel general del Ejército Popular Yugoslavo, quién llegó a ser una de las figuras destacadas durante la Guerra de Independencia Eslovena, colaborando en el bando yugoslavo.

## Guerra de independencia Eslovena
El 27 de junio de 1991, es considerado como la fecha oficial del estallido de la Guerra de Independencia Eslovena (también referenciado como la Guerra de los Diez Días). Kolšek, étnicamente esloveno, decidió servir lealmente a los yugoslavos, en vez de apoyar la causa independentista. Por ello, fue etiquetado como un desertor y un traidor por los medios de comunicación eslovenos, pero fue muy elogiado por parte de los medios yugoslavos.

## Consecuencias
Posteriormente pasó a retiro en 1991, y esto marcó el fin de su carrera militar. La República Federal Socialista de Yugoslavia dejó de existir en 1992, y junto con  él, el Ejército Popular Yugoslavo. Este estado fue sucedido por Serbia y Montenegro, en el cual Kolšek intentó conseguir una pensión de jubilación pero fue rechazada. Después de años de lucha, logró conseguir una pensión del gobierno esloveno, en la cual posteriormente, vivirá de ella hasta los últimos días de su vida.
Kolšek fue acusado por un tribunal esloveno en 1993, por "haber servido en el ejército enemigo y actuar en contra de la decisión constitucional sobre la independencia de Eslovenia", durante el ejercicio de su cargo en 1991. Fue absuelto de los cargos, debido a que " en el periodo en el que Kolšek era miembro del Ejército Popular Yugoslavo, aun no era considerado un ejército enemigo" y que se consideraba como tal posterior al 18 de octubre de 1991, cuándo un periodo de moratoria de tres meses expiró para el logro de la independencia de Eslovenia.
Falleció el 29 de abril de 2009, después de ser diagnosticado con cáncer.

## Obras publicadas
- Sećanje na početak oružanih sukoba u Jugoslaviji 1991.[2]